# Simulium pitense
Simulium pitense es una especie de insecto del género Simulium, familia Simuliidae, orden Diptera.
Fue descrita científicamente por Carlsson, 1962.